# جاسينتو شاكون
جاسينتو شاكون (بالإسبانية: Jacinto Chacón)‏ هو محامي وسياسي تشيلي، ولد في 16 أغسطس 1820 في سانتياغو في تشيلي، وتوفي بنفس المكان في 1893. حزبياً، نشط في Liberal Party (Chile, 1849) ‏. وقد انتخب عضو مجلس النواب من شيلي.